# Ан-Насави, Шихаб-ад-дин Мухаммед
Шихаб-ад-дин Мухаммед бен Ахмед бен Али бен Мухаммад ан-Насави (араб. شهاب الدين محمد بن أحمد بن علي بن محمد النسوي‎; вторая половина XII, Наса — первая половина XIII) — личный секретарь Джалал-ад-дина Манкбурны, последнего представителя династии хорезмшахов Ануштегинидов, автор «Сират ас-султан Джалал-ад-дин Манкбурны» («Жизнеописание султана Джалал-ад-дина Манкбурны»).

## Значение «Жизнеописания»
Уникальный труд был написан на арабском языке.
Большое значение труду ан-Насави придавали К. д'Оссон, О. Удас, В. Р. Розен, В. В. Бартольд, К. Брокельман, В. И. Беляев, К. Каэн, И. Кафес-оглу, А. А. Али-заде, Б. Шпулер, И. П. Петрушевуский.

## Издания «Жизнеописания» на русском языке
- Жизнеописание султана Джалал ад-Дин Манкбурны / Перевод с арабского, предисловие, комментарии, примечания и указатели З. М. Буниятова. — Баку: «Элм», 1973.
- Сират ас-султан Джалал ад-Дин Манкбурны / Изд. критич. текста, пер. с араб., предисл., коммент., примеч. и указ. З. М. Буниятова. — М.: Восточная литература, 1996.